# Osento
Il fiume Osento nasce nei pressi di Tornareccio e finisce nell'Adriatico con estuario fra Casalbordino e Torino di Sangro.
La sua estensione è completamente in provincia di Chieti in Abruzzo.
La sua portata media è inferiore ai 10 m³/s anche se in inverno/primavera, durante le piogge, può incorrere in portate molto superiori ed avere aspetto di torrente impetuoso.
L'ittiofauna è molto scarsa ed interessa rare specie, così come gli anfibi, rane e salamandre.
Si noti che Osento è anche il nome di un affluente di sinistra del fiume Ofanto.